# ニック・スタビノア
ニコラス・リー・スタビノア（Nicholas Lee Stavinoha , 1982年5月3日 - ）はアメリカ合衆国テキサス州出身の元プロ野球選手（外野手）。
日本の球場での放送名、スコアボード表示は「ニック」。

## 経歴
2002年のMLBドラフトで、ヒューストン・アストロズから37巡目で指名を受けたが入団を拒否。ルイジアナ州立大学を卒業。
2005年のMLBドラフトでセントルイス・カージナルスから7巡目指名を受けて入団。
2008年、AAA・パシフィックコーストリーグのメンフィス・レッドバーズで打率.337、16本塁打、74打点の成績を挙げた。

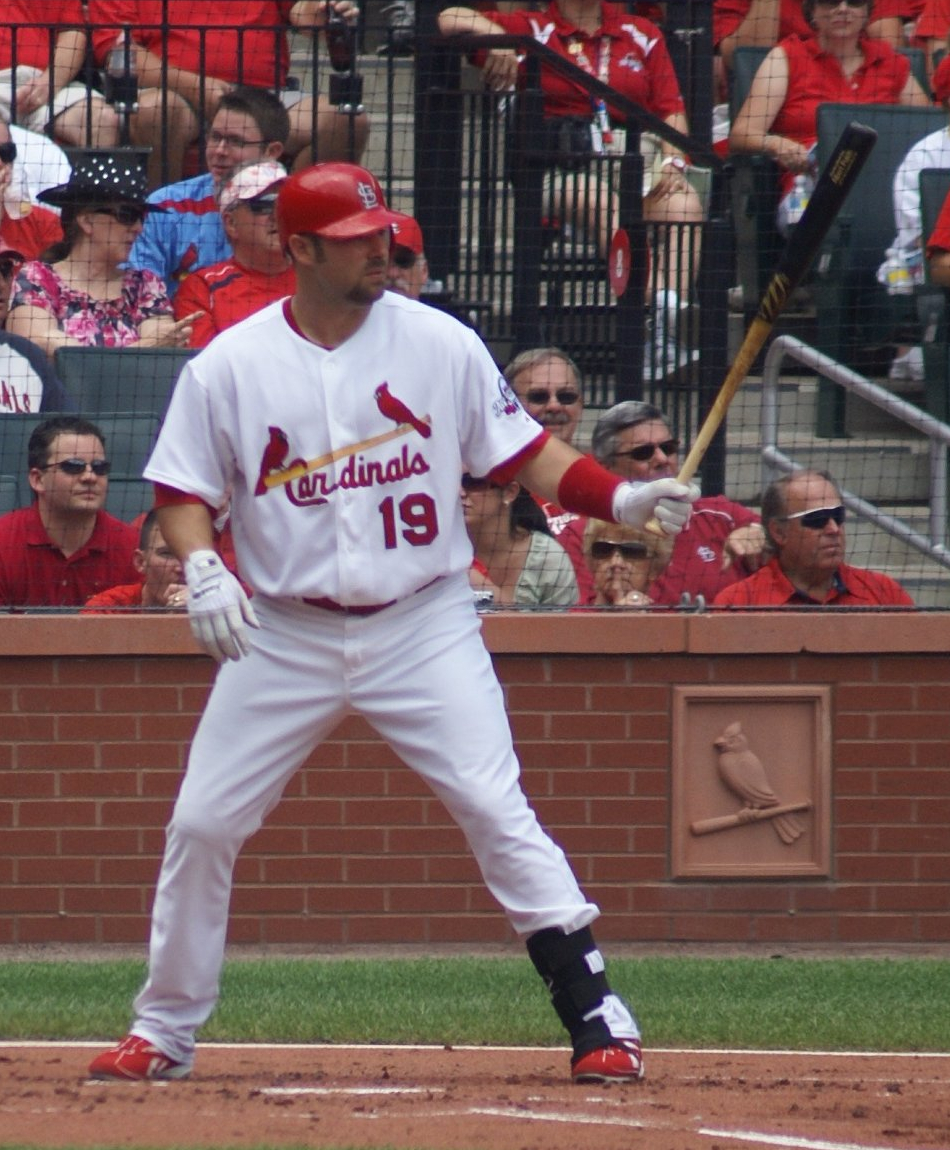
カージナルス時代（2009年）

同年6月22日の対ボストン・レッドソックス戦で5番・DHとしてMLB初出場を果たした。
2009年には、トレバー・ホフマンからメジャー初本塁打を放っている。
2011年は、メジャー昇格は出来なかったが、AAAのメンフィス・レッドバーズで28本塁打、109打点を記録した。オフの11月9日にはヒューストン・アストロズと契約した。同年12月12日にNPBの広島東洋カープが入団の合意を発表している。当時カープに所属していたブライアン・バーデンとはカージナルス時代にチームメイトだった。
2012年は、3月30日に中日との開幕試合に3番・左翼手としてNPB初出場を果たした。4月6日の対横浜DeNAベイスターズ戦でNPB初本塁打を放った。守備でもアレックス・ラミレスの左中間への大飛球をフェンスにぶつかりながらも好捕し、攻守で前田健太のノーヒットノーランに貢献した。5月8日の対阪神タイガース戦では、3打席連続本塁打を放つなど、4月、5月の2か月で9本塁打を記録した。6月11日のオリックス・バファローズ戦（みよし運動公園野球場）走塁途中に足を痛め、靱帯と半月板損傷で登録抹消となり、以後の1軍出場はなかった。11月29日に、カープと来季契約で大筋合意したと報道され、11月30日に1度は自由契約公示されたが、12月19日に球団から契約の延長が発表された。
2013年は前年の左膝手術のため開幕は二軍スタートとなった。5月18日に一軍に昇格、同日の対千葉ロッテマリーンズ戦（千葉マリンスタジアム）に代打として出場し一軍への復帰を果たした。5月23日の対埼玉西武ライオンズ戦（西武ドーム）では2012年5月25日以来363日ぶりとなるホームランを放ち、チームの勝利に貢献した。しかし14試合の出場で1本塁打、3打点と振るわず、6月14日に出場選手登録を抹消され、8月13日に戦力外通告となった。
2014年3月17日に、アトランティックリーグのシュガーランド・スキーターズと契約を結んだ。

## 選手としての特徴・人物
長打力が武器のパワーヒッターであり、攻守に全力プレーが信条。
律儀な性格でファンから贈られた手紙はすべて返しており、広島時代は手術で入院している際も、すべてに目を通し、返事を書いていたという。
好物は焼肉。
広島時代は名前のニックを肉ともじった「肉Tシャツ（赤をベースに大きく「肉」の文字がプリントされたもの）」というグッズが発売されていた。なお、そのデザインを気に入ったニックはバットケースに「肉」の文字を刻み込んでいる。

## 詳細情報

### 年度別打撃成績
| 年 度    | 球 団    | 試 合 | 打 席 | 打 数 | 得 点 | 安 打 | 二 塁 打 | 三 塁 打 | 本 塁 打 | 塁 打 | 打 点 | 盗 塁 | 盗 塁 死 | 犠 打 | 犠 飛 | 四 球 | 敬 遠 | 死 球 | 三 振 | 併 殺 打 | 打 率 | 出 塁 率 | 長 打 率 | O P S |
| -------- | -------- | ----- | ----- | ----- | ----- | ----- | -------- | -------- | -------- | ----- | ----- | ----- | -------- | ----- | ----- | ----- | ----- | ----- | ----- | -------- | ----- | -------- | -------- | ----- |
| 2008     | STL      | 29    | 61    | 57    | 4     | 11    | 1        | 0        | 0        | 12    | 4     | 0     | 0        | 1     | 1     | 2     | 1     | 0     | 11    | 2        | .193  | .217     | .211     | .427  |
| 2009     | STL      | 39    | 91    | 87    | 6     | 20    | 7        | 0        | 2        | 33    | 17    | 1     | 0        | 0     | 2     | 2     | 0     | 0     | 15    | 2        | .230  | .242     | .379     | .621  |
| 2010     | STL      | 79    | 126   | 121   | 11    | 31    | 4        | 0        | 2        | 41    | 9     | 0     | 0        | 0     | 0     | 4     | 0     | 1     | 28    | 5        | .256  | .286     | .339     | .625  |
| 2012     | 広島     | 52    | 204   | 181   | 19    | 43    | 8        | 0        | 9        | 78    | 24    | 0     | 0        | 0     | 0     | 22    | 1     | 1     | 42    | 4        | .238  | .324     | .431     | .754  |
| 2013     | 広島     | 14    | 40    | 39    | 2     | 6     | 0        | 0        | 1        | 9     | 3     | 0     | 0        | 0     | 0     | 1     | 0     | 0     | 14    | 3        | .154  | .175     | .231     | .406  |
| MLB:3 年 | MLB:3 年 | 147   | 278   | 265   | 21    | 62    | 12       | 0        | 4        | 86    | 30    | 1     | 0        | 1     | 3     | 8     | 1     | 1     | 54    | 9        | .234  | .256     | .325     | .581  |
| NPB:2 年 | NPB:2 年 | 66    | 244   | 220   | 21    | 49    | 8        | 0        | 10       | 87    | 27    | 0     | 0        | 0     | 0     | 23    | 1     | 1     | 56    | 7        | .223  | .299     | .395     | .694  |

- 2013年度シーズン終了時

### 記録
MLB
- 初出場：2008年6月22日、対ボストン・レッドソックス戦（フェンウェイ・パーク）、5番・指名打者で先発出場
- 初安打：同上、6回表にジョン・レスターから右前安打
- 初打点：2008年6月24日、対デトロイト・タイガース戦（コメリカ・パーク）、3回表1死1、3塁でケニー・ロジャースから内野安打
- 初本塁打：2009年4月9日、対ミルウォーキー・ブルワーズ戦（ミラー・パーク）、9回表1死1塁でトレバー・ホフマンから2ラン本塁打

NPB
- 初出場・初先発出場：2012年3月30日、対中日ドラゴンズ1回戦（ナゴヤドーム）、3番・左翼手で先発出場
- 初打席：同上、1回表に吉見一起から左飛
- 初安打：2012年3月31日、対中日ドラゴンズ2回戦（ナゴヤドーム）、4回表に川上憲伸から右前安打
- 初本塁打・初打点：2012年4月6日、対横浜DeNAベイスターズ1回戦（横浜スタジアム）、9回表に加賀繁から中越ソロ

### 背番号
- 61 （2008年）
- 19 （2009年）
- 34 （2010年）
- 70 （2012年 - 2013年）